# Paul Cambon
Pierre-Paul Cambon (Parigi, 20 gennaio 1843 – Parigi, 29 maggio 1924) è stato un diplomatico francese.

## Biografia
Maggiore tra i fratelli Cambon, che ebbero un ruolo importante nella diplomazia francese prima dello scoppio della prima guerra mondiale, nacque a Parigi ed iniziò la carriera nel 1870 come segretario di Jules Ferry, futuro Presidente del Consiglio dei Ministri. Dal 1872 svolse la funzione di prefetto in vari dipartimenti fino a quando, nel 1882 lasciò l'amministrazione per iniziare la carriera diplomatica.
Nel 1882 fu nominato governatore di Tunisi ed ebbe un ruolo fondamentale nella formazione del protettorato francese. In seguito fu nominato prima ambasciatore a Madrid (1886), poi a Costantinopoli (1890) ed infine a Londra, dove rimase per ben 22 anni, dal 1898 al 1920. Nella capitale britannica, in pieno accordo con il Ministro degli Esteri Théophile Delcassé, portò avanti una politica di avvicinamento all'Inghilterra. Diede il suo contributo alla risoluzione della crisi di Fashoda e poi alla nascita ed al successivo rafforzamento dell'Entente Cordiale. Grazie al suo interessamento si giunse anche all'avvicinamento tra Inghilterra e Russia, tanto da giungere nell'agosto 1907 alla firma della Triplice intesa. L'entrata degli inglesi nella prima guerra mondiale fu merito delle pressioni svolte in questo senso da Cambon.
Si ritirò dalla carriera diplomatica nel 1920, per poi spegnersi a Parigi nel 1924.